# Karel Klíč

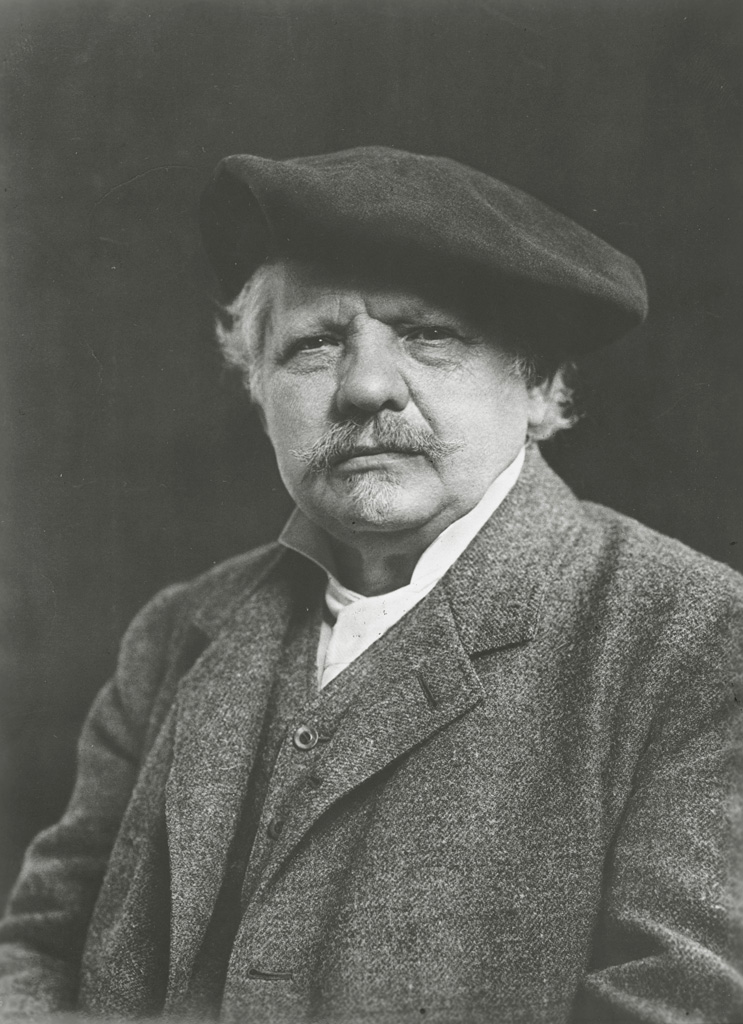
Karel Klíč (unbekannter Fotograf)

Karel Václav Klíč (deutsch Karl Wenzel Klietsch, * 31. Mai 1841 in Arnau, Königgrätzer Kreis, Kaisertum Österreich; † 16. November 1926 in Wien) war ein böhmischer Maler, Fotograf und Grafiker.

## Leben
Sein Vater Karel Klíč (1812–1886) war Chemiker und Direktor einer Papierfabrik. Mit vierzehn Jahren begann Karel Václav Klíč das Studium der Malerei an der Akademie in Prag. Diese musste er jedoch nach einer kurzen Zeit verlassen, da er österreichische Minister karikierte. Nach einer längeren Pause konnte er die Schule erst 1862 absolvieren. Kurz darauf gründete er in Brünn das Photoatelier Rafael.
Die meiste Zeit verbrachte Klíč jedoch im Ausland. Er arbeitete als Zeichner, Illustrator und Karikaturist in Budapest und Wien, widmete sich in dieser Zeit aber immer mehr den Fragen der Reproduktionstechnik. Während seines anschließenden langjährigen Aufenthalts in England wurde Klíč öffentlich bekannt. Man ernannte ihm zum Direktor eines bedeutenden grafischen Werkes und er lebte anschließend bis zu seinem Tod in Wien. Er liegt auf dem Friedhof Hietzing begraben.

## Erfindungen
Klíč beschäftigte sich vor allem mit der Bildwiedergabe im Tiefdruckverfahren, das er in vielen Versuchen perfektionierte. Gelernt hatte er die Technik während seiner Arbeiten in lithographischen Werkstätten. Bereits sein Vater besaß ein Fotoatelier. Er wurde auch als Karikaturist, Verleger und Maler bekannt.
Er erfand 1879 die Heliogravure und um 1890 den Rakeltiefdruck mit Kreuzraster, außerdem das Inlaid-Linoleum und die Klicotypie. Klíč war 1895 Mitbegründer der englischen Rembrandt-Intaglio-Printing-Company in Lancaster.